# Kodai Sato
Kodai Sato (佐藤 幸大 Sato Kōdai?), född 24 augusti 1985 i Miyagi prefektur, är en japansk fotbollsspelare.
Sato började sin karriär 2008 i NEC Tokin. Efter NEC Tokin spelade han för Grulla Morioka och Vanraure Hachinohe. Han avslutade karriären 2015.